# Zdeněk Bobrovský
Zdeněk Bobrovský (1. prosince 1933 – 21. listopadu 2014) byl československý basketbalista a trenér. Je zařazen na čestné listině zasloužilých mistrů sportu.
Byl oporou basketbalového týmu Zbrojovka Brno a reprezentace Československa, se kterou se zúčastnil dvakrát Olympijských her 1952 a 1960 a dále pěti Mistrovství Evropy, na nichž získal dvakrát stříbrnou a jednu bronzovou medaili. Za reprezentaci Československa v letech 1951 až 1961 hrál celkem 109 zápasů, z toho na oficiálních soutěžích FIBA 54 zápasů, v nichž zaznamenal 398 bodů.
S týmy Brna jako hráč byl v letech 1951 až 1968 devětkrát mistrem a šestkrát vicemistrem Československa, jako trenér v letech 1974 až 1977 s týmem žen KPS Brno byl třikrát vicemistrem Československa a v letech 1986 až 1988 třikrát mistrem Československa s týmem mužů Zbrojovka Brno. V československé basketbalové lize po roce 1962 (zavedení podrobných statistik zápasů) zaznamenal 1368 bodů. S klubem Zbrojovka Brno byl úspěšný i v Poháru evropských mistrů, když dvakrát prohráli až ve finále s Realem Madrid (1964, 1968) a semifinále hráli v roce 1963. Ve světovém Interkontinentálním poháru klubů v lednu 1969 v semifinále Zbrojovka Brno vyhrála nad Realem Madrid 84:77 a až ve finále podlehla americkému Akron Wingfoots 71:84. Jako trenér hrál se Zbrojovkou Brno tři ročníky Evropských klubových pohárů a s KPS Brno v Ronchetti poháru 1977/78.
V roce 2001 v anketě o nejlepšího českého basketbalistu dvacátého století skončil na 14. místě. V roce 2006 byl uveden do Síně slávy České basketbalové federace.

## Sportovní kariéra

### Hráč klubů
- 1950–1951 Sokol Brno I., mistr republiky (1951)
- 1952–1954 Slavia Brno, 2× mistr republiky (1952, 1953), vicemistr (1954)
- 1954–1961 Spartak ZJŠ Brno I., mistr republiky (1958), 3× vicemistr (1955, 1957, 1960), 2× 4. místo (1956, 1959), 5. místo (1961)
- 1961–1968 Zbrojovka Brno, 5× mistr republiky (1962, 1963, 1964, 1967, 1968), 2× vicemistr (1965, 1966)
- 1969–1970 WSG Radenthein, Graz, Rakousko – vicemistr Rakouska 1970[4]
- úspěchy:
- 14. místo v anketě o nejlepšího českého basketbalistu dvacátého století
- 1. liga basketbalu Československa – celkem 13 medailových umístění: 9× mistr Československa (1951, 1952, 1953, 1958, 1962, 1963, 1964, 1967, 1968), 6× vicemistr (1954, 1955, 1957, 1960, 1965, 1966)
- FIBA evropské basketbalové poháry, účast v 6 ročnících jako hráč
- FIBA – Pohár evropských mistrů (Zbrojovka Brno): 2× 2. místo (1964, 1968, 2× prohra až ve finále), v semifinále (1963), další 2 účastí (1959, 1965), celkem 5 ročníků
- FIBA – Pohár vítězů pohárů (Zbrojovka Brno): 1967
- Interkontinentální pohár 1969, 2. místo, v semifinále Brno – Real Madrid 84:77

### Hráč reprezentace Československa
Předolympijská kvalifikace
- 1960, Bologna, Itálie (1. místo), celkem 48 bodů v 6 zápasech, postup na OH

Olympijské hry
- 1952 Helsinki (9. místo), celkem 2 body (1 zápas)
- 1960 Řím (5. místo), celkem 90 bodů v 8 zápasech (kapitán reprezentace)

Mistrovství Evropy
- 1951 Paříž (11 bodů /3 zápasy), 1953 Moskva (60/10), 1955 Budapešť (73/9), 1957 Sofia (44/9), 1961 Bělehrad (70/8),
- na pěti ME celkem 258 bodů v 39 zápasech
- za Československo v utkáních Olympijských her (včetně kvalifikace) a Mistrovství Evropy celkem 398 bodů v 54 zápasech
- úspěchy:
- 2× vicemistr Evropy (1951, 1955), 3. místo (1957), 4. místo (1953), 5. místo (1961)
- za Československo odehrál celkem 109 reprezentačních zápasů v letech 1951–1961

### Trenér
- 1971–1978 KPS Brno (ženy), 3× vicemistr Československa (1974, 1976, 1977), 3. místo (1973), 4. místo (1975), 2× 5. místo (19672, 1978), celkem 7 sezón
- 1981–1988 Zbrojovka Brno: 3× mistr Československa (1986, 1987, 1988), 2× 4. místo (1982, 1984), 5. místo (1985), 7. místo (1983)
- 1990–1997 Zbrojovka Brno. asistent trenéra
- FIBA – Evropské klubové poháry: se Zbrojovkou Brno 2× start v Poháru evropských mistrů (1987, 1988) a 1× ve FIBA Poháru Korač (1982)